# Приштинский университет
Университет Приштины (алб. Universiteti I Prishtinës) — государственное учреждение высшего образования, находится в Приштине, Косово.

## Описание
Приштинский университет — крупнейшее высшее учебное заведение в Косово. Он входит в Европейскую ассоциацию университетов и поддерживает контакты с западноевропейскими и американскими университетами и институтами. Кроме того, Приштинский университет занимает наивысшую позицию в рейтинге Webometrics среди всех албаноязычных университетов в Европе.
У Приштинского университета есть филиалы и в других косовских городах.
Учебный год в Приштинском университете длится с 1 октября по 30 сентября и состоит из двух семестров с 30 учебными неделями в год. Поскольку молодежь в возрасте до 19 лет составляла более 50 процентов населения Косово в 1980 году, каждый третий его житель был либо школьником, либо являлся студентом университета. Рост числа студентов высших учебных заведений в Косово резко выделялся на фоне остальной Югославии, так их количество увеличилось со 149 человек в 1958/1959 учебном году до 35 706 — в 1975/1976. В 2016/2017 учебном году в университете числилось 38 974 активных студента, 17 042 (43,8 %) из которых составляли мужчины и 21 932 (56,2 %) — женщины. 38 334 (98,3 %) студентов являлись уроженцами Косово, 413 (1 %) — из общин Прешево, Медведжя и Буяновац, 99 (0,25 %) — из Черногории, 56 (0,14 %) — из Северной Македонии, 49 (0,12 %) — из Албании и 23 (0,06 %) — из других стран.
Около 5000 студентов ежегодно получают степень бакалавра и около 1000 степеней магистра в Университете Приштины, большинство из них — в области социальных и гуманитарных наук. Более 70 000 человек окончили Приштинский университет с момента его основания.
В отличие от большинства других европейских университетов, Приштинский университет представляет собой свободную ассоциацию факультетов, каждый из которых имеет юридический автономный статус и административную структуру. Представители Всемирного банка критиковали эту форму организации как ведущую к излишнему дублированию программ и выделению средств, препятствующим эффективному определению приоритетов в образовательных программах.

## Факультеты
- факультет философии
- Факультет математики и естественных наук
- филологический факультет
- юридический факультет
- факультет экономики
- Факультет строительства и архитектуры
- Факультет электротехники и вычислительной техники
- Механико-машиностроительный факультет
- Медицинский факультет
- Отделение гуманитарных и математических наук
- Факультет сельского хозяйства и ветеринарии
- Факультет наук о Земле и технологии
- Факультет спортивных наук
- педагогический факультет
- Факультет прикладных наук и бизнеса, Печ
- Факультет прикладных наук и техники, Косовская Митровица
- Факультет прикладных наук и техники, Урошевац